# Большая Подикова
Большая Подикова — река в России, протекает по Яшкинскому и Кемеровскому районам Кемеровской области.
Устье реки находится в 242 км от устья по правому берегу реки Томи, на севере деревни Подъяково. Длина реки составляет 39 км.

## Притоки
- Нимиха
- Сухая Подонинка
- Мокрая Подонинка
- 8 км: Хмелевка
- Крепкий Падун
- Слабый Падун
- Гаревка
- Солонечная
- 28 км: Таковая

## Данные водного реестра
По данным государственного водного реестра России относится к Верхнеобскому бассейновому округу, водохозяйственный участок реки — Томь от города Кемерово и до устья, речной подбассейн реки — Томь. Речной бассейн реки — (Верхняя) Обь до впадения Иртыша.